# WrestleMania 30
WrestleMania 30 a fost cea de-a treizecea ediție a pay-per-view-ului WrestleMania organizat de World Wrestling Entertainment care a avut loc, pe 6 aprilie 2014, în arena Mercedes-Benz Superdome din New Orleans, Louisiana,fiind prima ediție găzduită de statul Louisiana.Acesta a fost primul pay-per-view difuzat în direct pe viitoarea rețea WWE.

## Meciuri programate
| Nr.                                            | Meciuri | Stipulație                                                             |
| ---------------------------------------------- | --- | ---------------------------------------------------------------------- |
| 1                                              | The Usos(Jimmy si Jey Uso)(c) i-au invins pe The Real Americans(Cesaro si Jack Swagger)(cu Zeb Colter), RybAxel(Ryback si Curtis Axel) si Los Matadores(Diego si Fernando)(cu El Torito) | Meci eliminatoriu Fatal 4-Way pentru WWE Tag Team Championship         |
| 2                                              | Daniel Bryan l-a invins pe Triple H(cu Stephanie McMahon) | Meci pentru un loc in meciul pentru WWE World Heavyweight Championship |
| 3                                              | The Shield(Dean Ambrose, Seth Rollins si Roman Reigns) i-au invins pe Kane si The New Age Outlaws(Billy Gunn si Road Dogg)                                                               | Meci in echipe 3 vs. 3                                                 |
| 4                                              | Cesaro a castigat eliminandu-l la final pe Big Show | Battle Royal pentru Trofeul Andre the Giant                            |
| 5                                              | John Cena l-a invins pe Bray Wyatt(cu Luke Harper si Erick Rowan) | Meci simplu                                                            |
| 6                                              | Brock Lesnar l-a invins pe The Undertaker | Meci simplu                                                            |
| 7                                              | AJ Lee(c) a castigat Meciul Invitational Vickie Guerrero | Meci intre 14 dive pentru WWE Divas Championship                       |
| 8                                              | Daniel Bryan i-a invins pe Randy Orton(c) si Batista | Meci Triple Threat pentru WWE World Heavyweight Championship           |
| (c) – se referă la poziția campionilor în meci | |                                                                        |

♙